# Meysse
Meysse ist eine französische Gemeinde mit 1.380 Einwohnern (Stand: 1. Januar 2022) im Département Ardèche in der Region Auvergne-Rhône-Alpes. Die Gemeinde gehört zum Arrondissement Privas und zum Kanton Le Pouzin. Die Einwohner werden Meyssois genannt.

## Geografie
Meysse liegt am westlichen Ufer der Rhône und ihrem Zufluss Lavézon, etwa sechs Kilometer nordnordwestlich von Montélimar. Umgeben wird Meysse von den Nachbargemeinden Saint-Vincent-de-Barrès im Norden, Cruas im Norden und Nordosten, La Coucourde im Nordosten, Savasse im Osten, Rochemaure im Süden sowie Saint-Martin-sur-Lavezon im Westen. Im Nordosten der Gemeinde liegt ein Teil des Kernkraftwerkes Cruas.

## Bevölkerungsentwicklung
| Jahr                       | 1962 | 1968 | 1975 | 1982 | 1990 | 1999 | 2006 | 2019 |
| -------------------------- | ---- | ---- | ---- | ---- | ---- | ---- | ---- | ---- |
| Einwohner                  | 655  | 679  | 590  | 708  | 914  | 1098 | 1284 | 1345 |
| Quellen: Cassini und INSEE |      |      |      |      |      |      |      |      |

## Sehenswürdigkeiten
- zwei Kirchen namens Saint-Jean-Baptiste aus unterschiedlichen Epochen

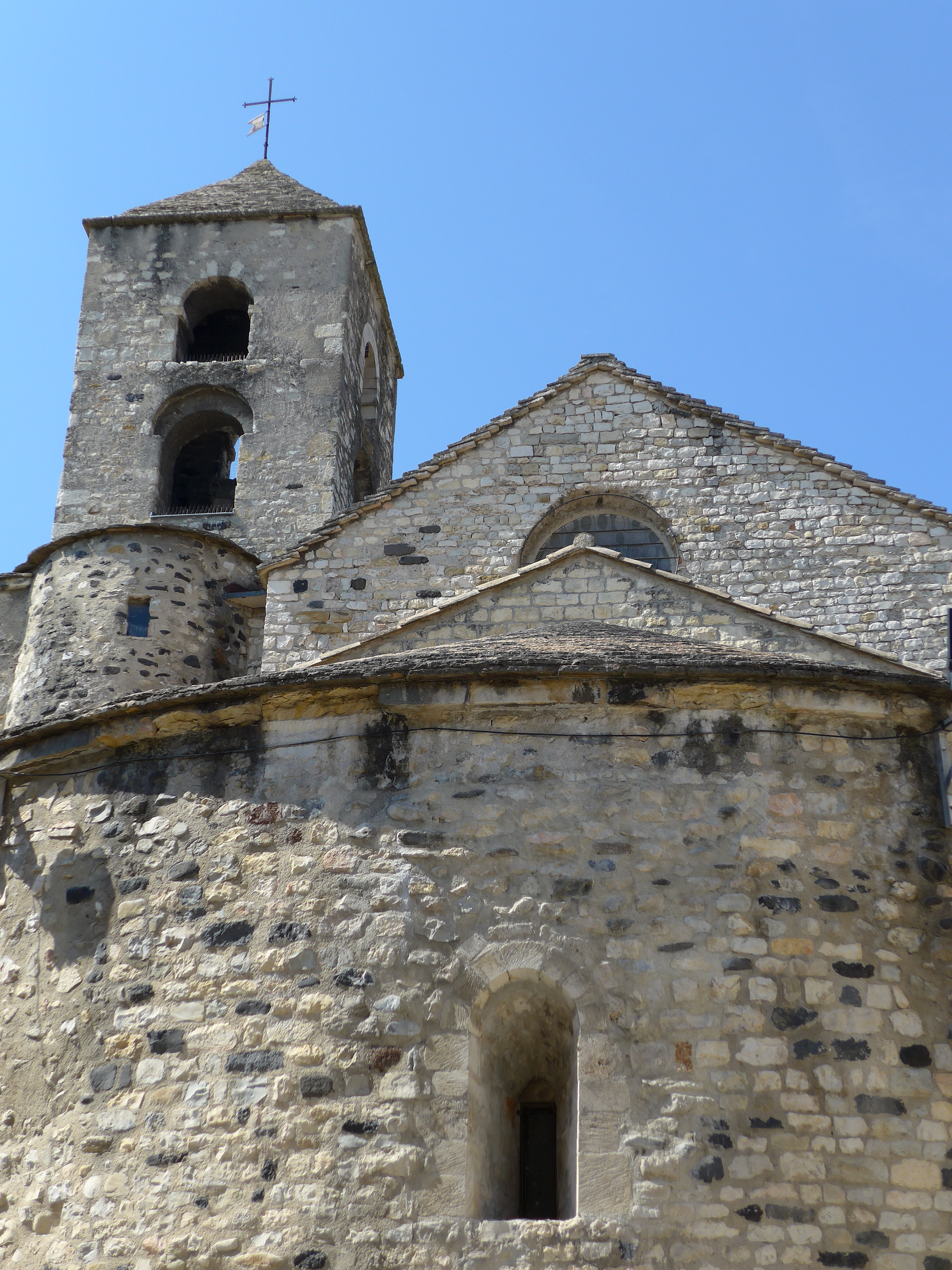
Ältere der beiden Kirchen Saint-Jean-Baptiste
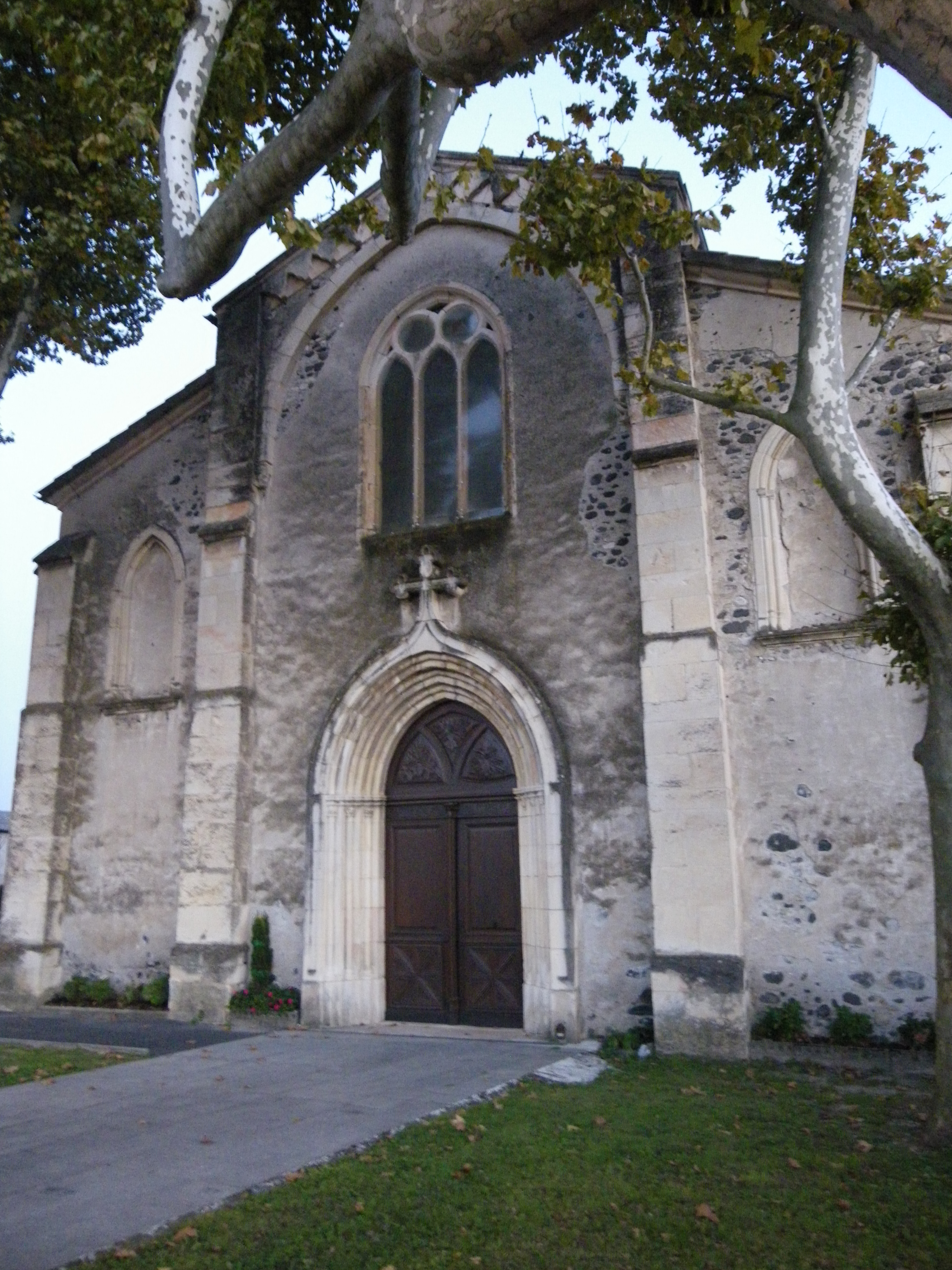
Jüngere der beiden Kirchen Saint-Jean-Baptiste